# Universität Wuhan

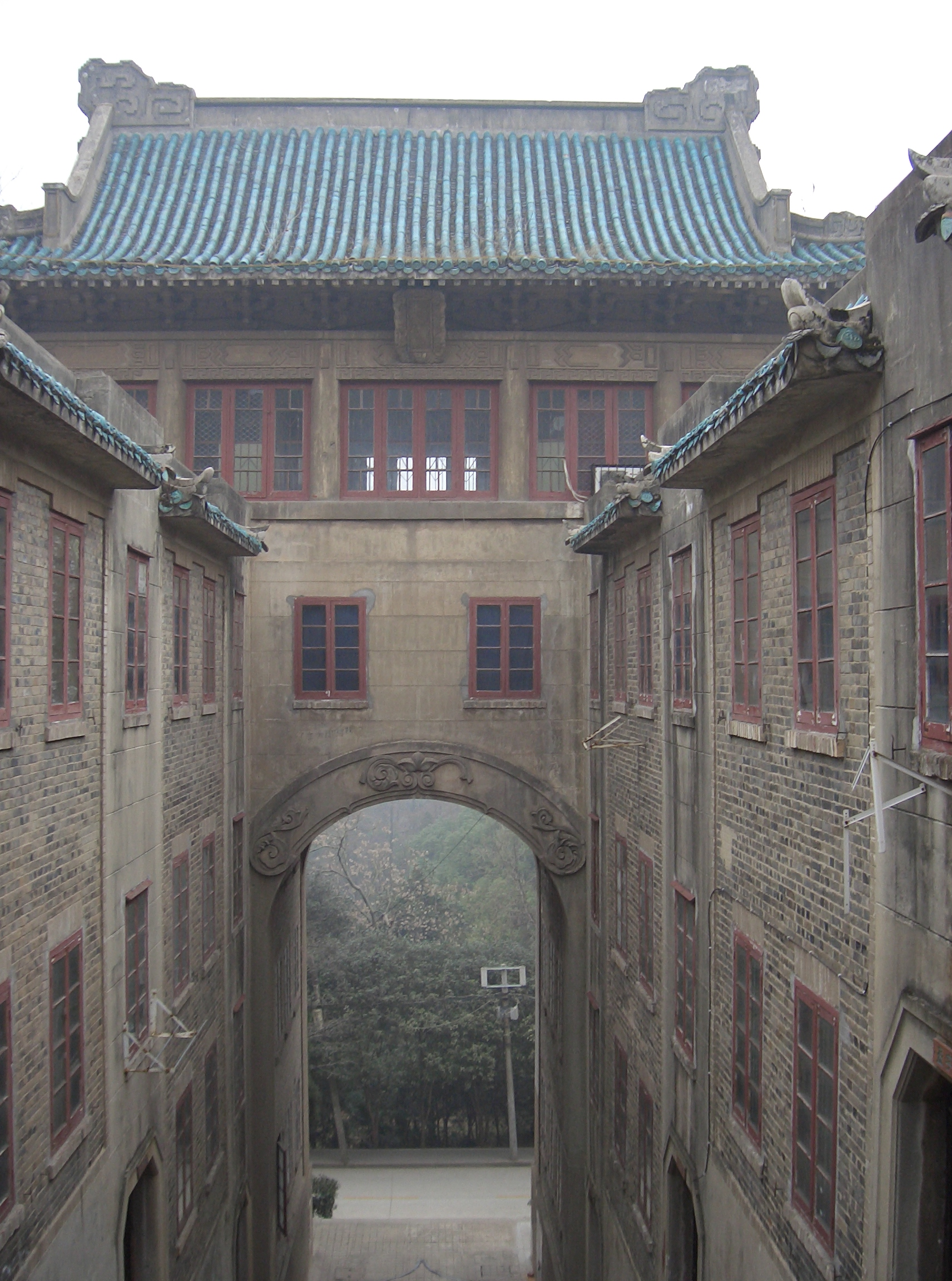
Blick vom Aufgang des alten Bibliotheksgebäudes

Die  Universität Wuhan (chinesisch 武漢大學 / 武汉大学, Pinyin Wǔhàn Dàxué, Abk.: 武大 Pinyin Wǔdà) ist eine der renommiertesten Universitäten in der Volksrepublik China.

## Geschichte
Die Universität liegt in Wuhan in der Provinz Hubei und wurde 1893 (Qing-Dynastie) in Wuhan als Ziqiang Institut (chin. 自強學堂 / 自强学堂 Pinyin Zìqiáng Xuétáng) gegründet. Später änderte sie mehrfach ihren Namen. Während des Japanisch-Chinesischen Krieges zog die Universität nach Leshan in der Provinz Sichuan, kehrte danach aber an den alten Standort zurück.
Die heutige Universität Wuhan entstand im August 2000 durch Zusammenführung mehrerer am Ort befindlicher Hochschulen. Sie hat etwa Lehrende in 29 Fachbereichen.
Der 196 Hektar große Campus ist für seine landschaftlich reizvolle Lage bekannt. Die Gebäude sind im Palaststil des frühen 10. Jahrhunderts errichtet.
Die Universität Wuhan pflegt Partnerschaften und Austauschprogramme mit vielen ausländischen Universitäten, z. B. seit 1987 mit der Universität Trier.

### Historische Namen
| Jahr | Englisch                                   | Kurzzeichen          | Langzeichen          | Pinyin                               |
| ---- | ------------------------------------------ | -------------------- | -------------------- | ------------------------------------ |
| 1893 | Ziqiang Institute                          | 自强学堂             | 自強學堂             | Zìqiáng Xuétáng                      |
| 1902 | Foreign Languages Institute                | 方言学堂             | 方言學堂             | Fāngyán Xuétáng                      |
| 1913 | The National Wuchang Higher Normal College | 国立武昌高等师范学校 | 國立武昌高等師範學校 | Guólì Wǔchāng Gāoděng Shīfàn Xuéxiào |
| 1923 | The National Wuchang Normal University     | 国立武昌师范大学     | 國立武昌師範大學     | Guólì Wǔchāng Shīfàn Dàxué           |
| 1924 | The National Wuchang University            | 国立武昌大学         | 國立武昌大學         | Guólì Wǔchāng Dàxué                  |
| 1926 | The National Wuchang Zhongshan University  | 国立武昌中山大学     | 國立武昌中山大學     | Guólì Wǔchāng Zhōngshān Dàxué        |
| 1928 | National Wuhan University                  | 国立武汉大学         | 國立武漢大學         | Guólì Wǔhàn Dàxué                    |
| 1949 | (Old) Wuhan University                     | (老) 武汉大学        | (老) 武漢大學        | (Lǎo) Wǔhàn Dàxué                    |
| 2000 | (New) Wuhan University                     | (新) 武汉大学        | (新) 武漢大學        | (Xīn) Wǔhàn Dàxué                    |

## Studierende
Im Mai 2018 wurden an der Universität Wuhan 29.405 Studierende auf ihren ersten Studienabschluss vorbereitet, 19.699 weitere arbeiteten auf einen Masterabschluss hin. Das waren zusammen 49.104 Studierende. Dazu kamen noch 7.163 Doktoranden, so dass insgesamt 56.267 Personen ausgebildet wurden.

## Bekannte Absolventen
- Chung Mong-koo (* 1938), CEO[4] und Vorstandschef des südkoreanischen Unternehmens Hyundai Motor Company[5]
- Xuewu Gu (* 1957), Politikwissenschaftler und Hochschullehrer